# 金久好
金久 好（かねひさ よしみ、1911年4月1日 - 2010年7月13日）は、日本の実業家。日興證券役員、日興證券投資信託委託副社長、日興ビルディング社長などを歴任。「奄美大島に於ける「家人」の研究」等、奄美の史料論文著者としても知られる。

## 経歴
鹿児島県瀬戸内町出身。奄美群島加計呂麻島の諸鈍生まれ。旧制鹿児島県立第二鹿児島中学校（現鹿児島県立甲南高等学校）を経て、1931年旧制第七高等学校造士館（現鹿児島大学）文科卒業。1936年東京帝国大学経済学部卒業。三菱信託銀行から日興證券に転じる。日興證券本店債券部長（1957年）、金融法人部長（1959年）、取締役人事部長（1961年）、常務取締役（1963年）を歴任。1965年日興證券投資信託委託専務取締役、1967年取締役副社長、のちに監査役。1970年日興ビルディング社長、1974年取締役社長。2010年7月13日、肺炎で逝去（享年99歳）。

## 著名な親族
- 長兄 金久正（英語版）[1] - 民俗学者（奄美研究）
- 三弟 金久卓也[1] – 医学者（内科学、心身医学）、鹿児島大学名誉教授
- 末弟 金久正弘[1] - 工学者（電子工学）、神戸大学名誉教授